# 데이비스큰귀박쥐
데이비스큰귀박쥐(Glyphonycteris daviesi)는 주걱박쥐과(신세계잎코박쥐류)에 속하는 박쥐의 일종이다. 학명과 통용명은 프랑스령 기아나 탐험에서 데이비스큰귀박쥐를 발견한 데이비스(James (Jim) Davies)의 이름에서 유래했다. 브라질과 콜롬비아, 코스타리카, 에콰도르, 프랑스령 기아나, 가이아나, 온두라스, 파나마, 페루, 수리남, 트리니다드 토바고 그리고 베네수엘라에서 발견된다.